# Derazija
Derazija u geologiji je zbirni naziv sve padinske procese, uključujući urušavanje, osipanje, spiranje, jaruženje, kliženje i puženje.